# Форсы
Форсы (англ. House of Forz) или Фортибусы (лат. de Fortibus) — англо-нормандский дворянский род, представители которого носили титул графов Омальских.

## Происхождение
Существует несколько гипотез о происхождении Гильома I де Форса, первого достоверно известного представителя рода. Томас Стэплтон в работе «De Antiquis Legibus Liber» предположил, что родовое прозвание Гильома (Forz) происходит от названия поселения Форс в современном французском департаменте Дё-Севр в Пуату. В качестве доказательства он привёл датированную 1233 годом хартию, в которой говорится, что графиня Алиса д’Э отказывается в пользу короля Франции Людовика IX от прав на «владение Форс» (лат. terram de Forz), которым обладал покойный Гильом де Форс, граф Омальский. Однако о местонахождении данного владения не упоминается, каких-то доказательств об её идентификации с поселением Форс в Пуату не существует. Редактор издания, опубликовавший хартию, предположил, что «la terre des Forts» находилась в Нормандии, что объясняет, каким образом графиня Алиса могла её получить, поскольку графство Э примыкало к графству Омаль. Кроме того, если Гильом был влиятельным дворянином в Омале, то это может объяснить его выбор в качестве мужа для графини Омальской.
При этом о происхождении Гильома из Пуату сообщает хронист Роджер Ховеденский: цитируя хартию Ричарда I Львиное Сердце, датированную 1190 годом, он называет его «Willelmum de Forz de Ulerum». «Ulerum» отождествляют с островом Олерон, расположенный в современном французском департаменте Приморская Шаранта. Происхождение его рода из Олерона, возможно, подтверждается хартией, датированной 4 мая 1150 года, которой епископ Санта Бернар улаживает спор между аббатством Нотр-Дам-де-Сант и Гильомом, сыном Амери, бароном Олерона. В ней указывается, что деда Гильома звали Готье де Форс (лат. Gauterius de Forz).
В то же время в качестве родового прозвания Гильома в источниках часто указывают «де Фортибус» (лат. де Фортибус), а не «де Форс», что напоминает прозвание «de Fortibus», которое носил Гильом де Вивон,  сын Юга де Вивона, сенешаля Гаскони. Однако нет никаких указаний на то, что это личное прозвище в дальнейшем передавалось потомкам. И никаких семейных связей между семьями Вивонов и Форсов не прослеживается.

## История
Первым известным представителем рода был Гильом I де Форс (Фортибус), один из приближённых короля Англии Ричарда I Львиное Сердце, который в 1190 году женил его на графине Хависе Омальской. Благодаря этому получил титул графа Омальского, а также ряд поместий в Англии. Принимал участие в Третьем крестовом походе, будучи одним из командующих флотом Ричарда I. Он умер в 1195 году, оставив от брака с Хависой единственного сына Гильома (Уильяма) II де Форса.
В 1196 году Ричард I вновь выдал замуж Хавису — за фламандского рыцаря Бодуэна де Бетюна (умер в 1212), сыгравшего значительную роль в освобождении короля из плена. А в 1196 году Омальское графство было оккупировано французским королём Филиппом II Августом, позже его конфисковали. Но несмотря на это Хависа и её наследник, Гильом (Уильям) II, продолжали использовать титул графа Омальского.
После смерти матери После смерти матери в 1214 году Уильям получил обширное наследство. Его основными владениями в Англии были маноры Холдернесс и Скиптон в Йоркшире, Кокермут в Камберленде, а также земли в Линкольншире вокруг Барроу-апон-Хамбер на севере и Касл-Байтам на юге. Он участвовал в Первой баронской войне, причём несколько раз переходил с одной стороны на другую. В начале правления Генриха III пытался вести себя независимо от короны, враждовал с юстициарием Хьюбертом де Бургом, 1-м графом Кентским. Дважды дело доходило до открытого мятежа, но граф оба раза потерпел поражение. Он умер в 1242 году во время крестового похода баронов.
Наследник Уильяма II, Уильям III некоторое время владел третьей частью Галлоуэя в Шотландии, поскольку был женат первым браком на Кристиане, дочери Алана Галлоуэйского, однако после смерти жены эти владения потерял. Участвовал в ряде походов короля Генриха III. В 1258 году принадлежал к баронской оппозиции, но позже перешёл на сторону короны.
Вторым браком Уильям женился на другой богатой наследнице, Изабелле де Редверс, от этого брака родилось несколько сыновей и дочерей. Уильям умер в 1260 году. Его наследник, Томас, который был в момент смерти отца несовершеннолетним, умер рано. Последней представительницей рода была его сестра, Авелина. Её выдали замуж за Эдмунда, графа Ланкастера, младшего сына короля Генриха III, однако она умерла в 1274 году, не оставив детей. В результате все владения Форсов, как выморочное отошло к короне. Исключение составила вдовья доля Изабеллы де Редверс, вдовы Уильяма III, которая оставалась под её управлением до её смерти в 1293 году.

## Генеалогия
- Гильом (I) де Форс (Фортибус) (ум. 1195), граф Омальский с 1190; жена: после 3 июля 1190 Хависа Омальская (умерла 11 марта 1214), графиня Омальская, дочь Гильома (I), графа Омальского, и Сесилии Скиптонской, вдова Уильяма де Мандевиля, 3-го графа Эссекса[2][8].
  -  Уильям (II) де Форс (1191/1196 — 29 марта 1241), титулярный граф Омальский с 1214; жена: Авелина де Монфлише (ум. 1239), дочь Ричарда де Монфлише из Станстеда (Эссекс) и Мелисенты[2][5].
    -  Уильям (III) де Форс (1214/1215 — 23 мая 1260), титулярный граф Омальский с 1241; 1-я жена: до апреля 1236 Кристина Галлоуэйская (ум. 1246), дочь Алана Галлоуэйского и Маргариты Шотландской; 2-я жена: с 1248 Изабелла де Редверс (июль 1237 — 10 ноября 1293), 8-я графиня Девон и леди острова Уайт[англ.] с 1262, дочь Болдуина де Редверса, 6-го графа Девона, и Амиции де Клер[англ.][2][7][8].
      - (от 2-го брака) Джон де Форс (умер до 11 августа 1260)[2][8].
      - (от 2-го брака) Терон де Форс (ум. до 1260)[8].
      - (от 2-го брака) Томас де Форс (9 сентября 1253 — до 6 апреля 1269), титулярный граф Омальский с 1260[2][8].
      - (от 2-го брака) Уильям де Форс (умер до апреля 1269)[2][8].
      - (от 2-го брака) Авиза де Форс (ум. ок. 1260)[2][8].
      -  (от 2-го брака) Авелина де Форс (20 января 1259 — 10 ноября 1274), титулярная графиня Омальская с 1269; муж: с 8/9 апреля 1269 Эдмунд Горбатый (16 января 1245 — 5 июня 1296), 1-й граф Ланкастер и Лестер[2][8].